# 中國香港數學奧林匹克
中國香港數學奧林匹克（Hong Kong (China) Mathematical Olympiad，簡寫為CHKMO），是香港的數學競賽，國際數學奧林匹克香港代表隊的其中一個甄選考試，也用作選擇次年初舉行的中國數學奧林匹克香港隊隊員。

## 比賽形式
比賽從1998年起舉辦，在訓練課程的第二期期間，於11月底或12月初舉行。比賽限時3小時，設4題，都為證明題，每題7分，有時比同用作甄選香港隊的亞太區數學奧林匹克較難。

## 名稱
這個比賽不稱為「香港數學奧林匹克」，是因為對應英文名「Hong Kong Mathematical Olympiad」已被另一個香港的數學競賽使用，所以在英文名稱的Hong Kong後括注China，以資區別，中文名稱也因此加上「中國」兩字。雖然兩者名稱相似，但實質上沒有任何關聯。